# Romuald Żyliński
Romuald Żyliński (ur. 5 września 1923 w Białymstoku, zm. 9 kwietnia 2013 w Warszawie) – polski kompozytor, pianista, aranżer i pedagog; uczeń Stanisława Szpinalskiego i Tadeusza Szeligowskiego. Twórca muzyki scenicznej (musical „Tytus, Romek i Atomek”, komedia muzyczna „Perły Lady Gallux”), piosenek (np. „Alabama”, „Idzie niebo ciemną nocą”, „Serduszko puka w rytmie cza-cza”) i utworów instrumentalnych.
Od 1955 r. działał w Warszawie (przedtem krótki okres w Szczecinie), skupiając się głównie na pracy kompozytorskiej. Napisał ok. 1000 piosenek, pierwszą w 1943 roku. Tworzył także muzykę poważną i pieśni. Za swoje kompozycje uzyskał liczne nagrody, m.in. I nagrodę na Międzynarodowym Festiwalu Piosenki w Sopocie w 1964 za „Złotą przystań” oraz nagrodę specjalną za „Czy pamiętasz ten dom”, II nagrodę w konkursie Polskiej Federacji Jazzowej 1966 za „Naszą podróż”, Srebrny Pierścień na Festiwalu Piosenki Żołnierskiej w Kołobrzegu 1976 za „Wracali chłopcy”.

## Twórczość
Muzyka koncertowa, m.in. Pożegnanie – fantazja baletowa, Toccata f-moll na fortepian, Etiuda na klarnet; komedia muzyczna Perły lady Gallux (libretto B. Żabko-Potopowicz).

## Piosenki (wybór)
- „Biały bez” (słowa Barbara Sawicka – 1943)
- „Serenada” (sł. Ferdynand Trojanowski – 1945)
- „Dla ciebie ma dziewczyno” (sł. Jan Szczerbiński – 1948)
- „Zakochana radiostacja” (sł. Barbara Brzezińska – 1949)
- „Jedziemy na wczasy” (sł. Jan Szczerbiński – 1949)
- „Piosenka imieninowa” (sł. Jan Szczerbiński – 1950)
- „Błękitna laguna” (sł. Igor Sikirycki – 1950)
- „Będziemy mieszkać na MDM” (sł. Barbara Brzezińska – 1951)
- „Wielka radość w Warszawie” (sł. Konstanty Ildefons Gałczyński – 1952)
- „Mój Szczecin” (sł. Stanisław Szydłowski – 1953)
- „Z moją miłą w Szczecinie” (sł. Stanisław Szydłowski – 1953)
- „Warszawa, miasto uśmiechu” (sł. Kazimierz Winkler – 1953)
- „Plon niesiemy, plon” (sł. Bogusław Choiński – 1954)
- „Tańczmy walca” (sł. Juszyński i Rospendowski – 1954)
- „Przyśniłaś mi się znów” (sł. Karol Kord – 1955)
- „A...psik” (sł. Bolesław Żabko-Potopowicz – 1956)
- „Archipelag” (sł. Karol Kord – 1956)
- „Na niebie tyle srebrnych gwiazd” (sł. Szymon Kobyliński – 1956)
- „Tup, tup” (sł. Kazimierz Winkler – 1956)
- „A to jest maj” (sł. Artur Międzyrzecki – 1956)
- „W piątek na początek” (sł. Aleksander Rymkiewicz – 1956)
- „Zakochany perkusista” (sł. Bolesław Żabko-Potopowicz – 1956)
- „Tańcz i śpiewaj rock and roll” (sł. Kazimierz Winkler – 1957)
- „San Domingo” (sł. Kazimierz Winkler – 1957)
- „Serduszko puka w rytmie cza cza” (sł. Janusz Odrowąż, wyk. Maria Koterbska – 1957)
- „W ogrodzie biały zmierzch” (sł. Bogusław Choiński i Jan Gałkowski – 1957)
- „Co robić wieczorem” (sł. Bogusław Choiński i Jan Gałkowski – 1957)
- „Pies dingo” (sł. B. Choiński J. Gałkowski – 1957)
- „Mam tremę przed spotkaniem” (sł. Zbigniew Kaszkur i Zbigniew Zapert – 1957)
- „Ty dla mnie to robisz” (sł. Bolesław Żabko-Potopowicz – 1957)
- „Nad palmą księżyc” (sł. Aleksander Rymkiewicz – 1957)
- „Wilgi” (sł. Aleksander Rymkiewicz – 1957)
- „Ty jesteś czarująca” (sł. Mirosław Łebkowski – 1958)
- „Nie wiem, nie wiem” (sł. Kazimierz Winkler – 1958)
- „Cza-cza-cza” (sł. Janusz Odrowąż – 1958)
- „Dla ciebie kolczyki z gwiazd” (sł. Kazimierz Winkler – 1958)
- „Cowboy Jim” (sł. Janusz Odrowąż – 1958)
- „Wyspa miłości” (sł. Janusz Odrowąż – 1958)
- „Za tych, co na morzu” (sł. Kazimierz Winkler – 1958)
- „Alabama” (sł. B. Choiński i J. Gałkowski, wyk. Ludmiła Jakubczak – 1958)
- „Tak się zaczęło” (sł. Kazimierz Winkler – 1958)
- „Prawo jesieni” (sł. B. Żabko-Potopowicz – 1959)
- „Legenda mórz południowych” (sł. Zbigniew Kaszkur i Zbigniew Zapert – 1959)
- „Ona ma oczy niebieskie” (sł. Edmund Polak – 1959)
- „Koguty i gołąbki” (sł. Z. Kaszkur i Z. Zapert – 1959)
- „Kto mnie pocałuje” (sł. Anna Jakowska – 1959)
- „Spotkanie o północy” (sł. Jerzy Miller – 1959)
- „Na wezwanie miłości” (sł. K. Winkler – 1959)
- „Rio de Janeiro” (sł. B. Żabko-Potopowicz – 1959)
- „Nudno” (sł. B. Żabko-Potopowicz – 1959)
- „Niespełnione szczęście” (sł. J. Odrowąż – 1959)
- „Niedzielna Warszawa” (sł. Michał Ochorowicz – 1960)
- „Najpiękniejsza, najzgrabniejsza” (sł. Juliusz Głowacki i Tadeusz Kubiak – 1960)
- „Mój cały świat” (sł. Zbigniew Kaszkur – 1960)
- „Znów minął lata jeden dzień” (sł. Z. Kaszkur – 1960)
- „Żabka i miś” (sł. Roman Sadowski – 1960)
- „Włóczęga” (sł. Jerzy Miller – 1961)
- „Piosenka o niczym” (sł. K. Winkler – 1961)
- „Może ktoś przyjdzie” (sł. Jadwiga Dumnicka – 1961)
- „W Krakowie we dwoje” (sł. Jadwiga Dumnicka – 1961)
- „Powiedz, gdzie pójdziesz nocą” (sł. Andrzej Bianusz – 1961)
- „Zaśnij” (sł. Roman Sadowski – 1961)
- „Złota przystań” (sł. Jadwiga Dumnicka – 1961)
- „Piosenka przy goleniu” (sł. Janusz Odrowąż – 1962)
- „Kto wymyślił madisona” (sł. J. Dumnicka – 1963)
- „Pocałuj mnie choć jeden raz” (sł. R. Sadowski – 1963)
- „Szum starych drzew” (sł. Kazimierz Winkler – 1963)
- „Czy pamiętasz ten dom” (sł. J. Dumnicka – 1964)
- „Uśmiechnij się, jutro będzie lepiej” (sł. Kazimierz Winkler – 1964)
- „Czekamy wiosny” (sł. Bolesław Żabko-Potopowicz – 1964)
- „Całujmy się” (sł. Janusz Odrowąż – 1965)
- „Gdybym był hodowcą drobiu” (sł. J. Odrowąż – 1965)
- „Noc kastylijska” (sł. Jerzy Ficowski – 1965)
- „Nasza podróż” (sł. Zbigniew Kuthan – 1966)
- „Moda na skakanie” (sł. Edward Fiszer – 1966)
- „Wszystkiego najlepszego” (sł. J. Odrowąż – 1967)
- „Menażka” (sł. Włodzimierz Scisłowski – 1968)
- „Co mogę jeszcze” (sł. R. Sadowski – 1968)
- „Chłopak z Woli” (sł. Zbigniew Stawecki – 1969)
- „Maszeruje wiara” (sł. Jerzy Sułkowski – 1971)
- „Przyjdą po nas inni ludzie” (sł. Włodzimierz Scisłowski – 1971)
- „Walczyk dla niepalących” (sł. J. Odrowąż – 1973)
- „Wracali chłopcy” (sł. Jadwiga Urbanowicz – 1976)
- „Tu Ojczyzna” (sł. Jerzy Miller)
- „Fantazja warszawska” (sł. Mirosław Łebkowski i Stanisław Werner)
- „Jeden dzień bez miłości” (sł. Jadwiga Urbanowicz)
- „Niebieskie ptaki” (sł. Jadwiga Dumnicka)
- „Co mogę jeszcze mieć” (sł. Roman Sadowski)
- „Twój śliczny uśmiech” (sł. Bogdan Kamodziński)
- „Ballada w starym stylu” (M. Ochorowicz)

## Filmografia
- Ostatni kurs (1963)

Piosenka: „Powiedz, gdzie będziesz nocą”
- Mam tu swój dom (1963)

Piosenka: „Serduszko puka w rytmie cza cza”
- Klucz w Białym tangu (1981)

Piosenka: „Całujmy się”
- Czarodziej z Harlemu (1988)

Piosenka: „Serduszko puka w rytmie cza cza”
- Nad rzeką, której nie ma (1991)

Piosenka: „Ty jesteś czarująca”
- Czerwone pantofelki (spektakl telewizyjny, 1994) – muzyka
- Żółty szalik w Świętach polskich (2000)

Piosenka: „Wszystkiego najlepszego”
- Afera mięsna (spektakl telewizyjny, 2007)

Piosenki: „Serduszko puka w rytmie cza cza”, „Wielka radość w Warszawie”
- Ostatnia akcja (2009)

Piosenka: „Dla ciebie kolczyki gwiazd”
- Laboratorium (2012)

Piosenka: „Czy pamiętasz ten dom?”
- Dzień oszusta (2012)

Piosenka: „Archipelag”
- Ida (2013)

Piosenki: „Serduszko puka w rytmie cza cza”, „Alabama”